# 9165 Роуп
9165 Роуп (9165 Raup) — астероїд головного поясу, відкритий 27 вересня 1987 року.
Тіссеранів параметр щодо Юпітера — 3,738.